# Ukrainska skaldeskolan
Ukrainska skaldeskolan kallas inom polska litteraturen den romantiska riktning, som under förra hälften av 1800-talet uppstod i Warszawa som protest mot den akademiska klassiciteten, delvis under George Gordon Byrons inflytande, och hämtade sina stoff från det kosackiska Ukraina. Dess förnämsta representanter var Seweryn Goszczyński, Michał Grabowski, Aleksander Groza, Antoni Malczewski och Józef Bohdan Zaleski.